# Röhrenbach (Dolna Austria)
Röhrenbach – gmina w Austrii, w kraju związkowym Dolna Austria, w powiecie Horn, w regionie Waldviertel. Według Austriackiego Urzędu Statystycznego liczyła 550 mieszkańców (1 stycznia 2014).